# (3327) Campins
(3327) Campins es un asteroide perteneciente al cinturón de asteroides, descubierto el 14 de agosto de 1985 por Edward Bowell desde la Estación Anderson Mesa (condado de Coconino, cerca de Flagstaff, Arizona, Estados Unidos).

## Designación y nombre
Designado provisionalmente como 1985 PW. Fue nombrado Campins en honor al astrónomo venezolano Humberto Campins Camejo.